# Híades (cúmul estel·lar)
Les Híades (o Cúmul de les Híades) és un cúmul obert situat a la Constel·lació del Taure. Es tracta del cúmul estel·lar més proper al sistema solar i un dels més estudiats en astronomia.
Està situat a uns 153 anys llum de distància del Sol i consta de centenars d'estrelles que formen un conjunt d'aparença esfèrica. Les estrelles del cúmul comparteixen edat, origen, característiques químiques, i moviment.
Observat des de la Terra, el Cúmul de les Híades apareix situat a la constel·lació de Taure, on les estrelles més brillants conformen una  "V", juntament amb el brillant estel Aldebaran. Tanmateix, si bé Aldebaran es troba en la mateixa línia de visió, no té relació amb les Híades, ja que està situat a només 65 anys llum de la Terra.
Les cinc estrelles més brillants del Cúmul de les Híades ja han consumit l'hidrogen dels seus nuclis i estan evolucionant per convertir-se en estrelles gegants. Quatre d'aquestes estrelles (Gamma, Delta 1 del taure, Èpsilon i Theta), formen un asterisme que tradicionalment s'ha identificat com el cap de Taure. La cinquena d'aquestes estrelles, Theta Tauri1, és la companya de la Theta 2 Tauri, molt més brillant. L'estel Èpsilon Tauri, conegut també com a Ain («ull de bou»), està orbitat per un candidat a exoplaneta del tipus gegant gasós. De fet, es tracta del primer planeta que s'ha trobat en un cúmul obert.
S'estima que l'edat de les Híades és d'uns 625 milions d'anys. El nucli del cúmul, on hi ha més densitat d'estrelles, té un radi de 8,8 anys llum (2,7 parsecs). Per la seva banda, el radi del cúmul és de 33 anys llum (10 parsecs). Amb tot, gairebé un terç de les estrelles que s'han pogut observar resten situades fora d'aquest límit, a l'anomenat «halo» del cúmul. Es tracta, probablement, d'estrelles estan en procés d'escapar de l'atracció gravitatòria del nucli.

## Localització i moviment
El cúmul és prou proper al Sol per a mesurar la distància amb paral·laxi. Aquest mesurament s'ha realitzat amb gran precisió mitjançant el satèl·lit Hipparcos i el telescopi espacial Hubble. També s'ha fet servir el mètode del diagrama de color-magnitud infraroig per inferir la brillantor intrínseca dels estels del cúmul. Comparant-la amb la brillantor de les estrelles vistes des de la Terra, permet estimar-ne la distància. Ambdós mètodes han donat una distància de 153 anys llum al centre del cúmul.
Les estrelles del cúmul de les Híades estan compostes per elements químics més pesants que els del Sol i altres estrelles del núvol interestel·lar local. Així, s'estima que la metal·licitat global del cúmul de Híades és de +0,14.

El cúmul de les Híades està relacionat amb altres cúmuls estel·lars veïns. L'edat, la metal·licitat i el moviment propi coincideixen amb el cúmul de Pessebre, més gran i llunyà.  Amb tot, les trajectòries d'ambdós cúmuls es poden rastrejar dins la mateixa regió de l'espai, cosa que podria indicar un origen comú. Un altre cúmul relacionat és l'anomenat "torrent de les Híades" (Hyades Stream), un conjunt d'estrelles disperses que comparteixen una trajectòria similar amb el Cúmul de les Híades. Segons estudis recents, almenys el 15% de les estrelles del torrent de les Híades comparteixen la mateixa composició química que les estrelles del cúmul. No obstant això, aproximadament el 85% de les estrelles del torrent no estan del tot relacionades amb el cúmul original, atès que tenen edats i nivells de metal·lització diferents. Amb tot, el seu moviment comú s'atribueix als efectes de marea de la barra massiva en rotació situada al centre de la Via Làctia. Dins del torrent de les Híades es troba l'estrella Iota Horologii (Constel·lació del rellotge) on hi ha un exoplaneta que orbita al seu voltant. Es pensa que podria ser un estel fugit del cúmul primordial de les Híades.

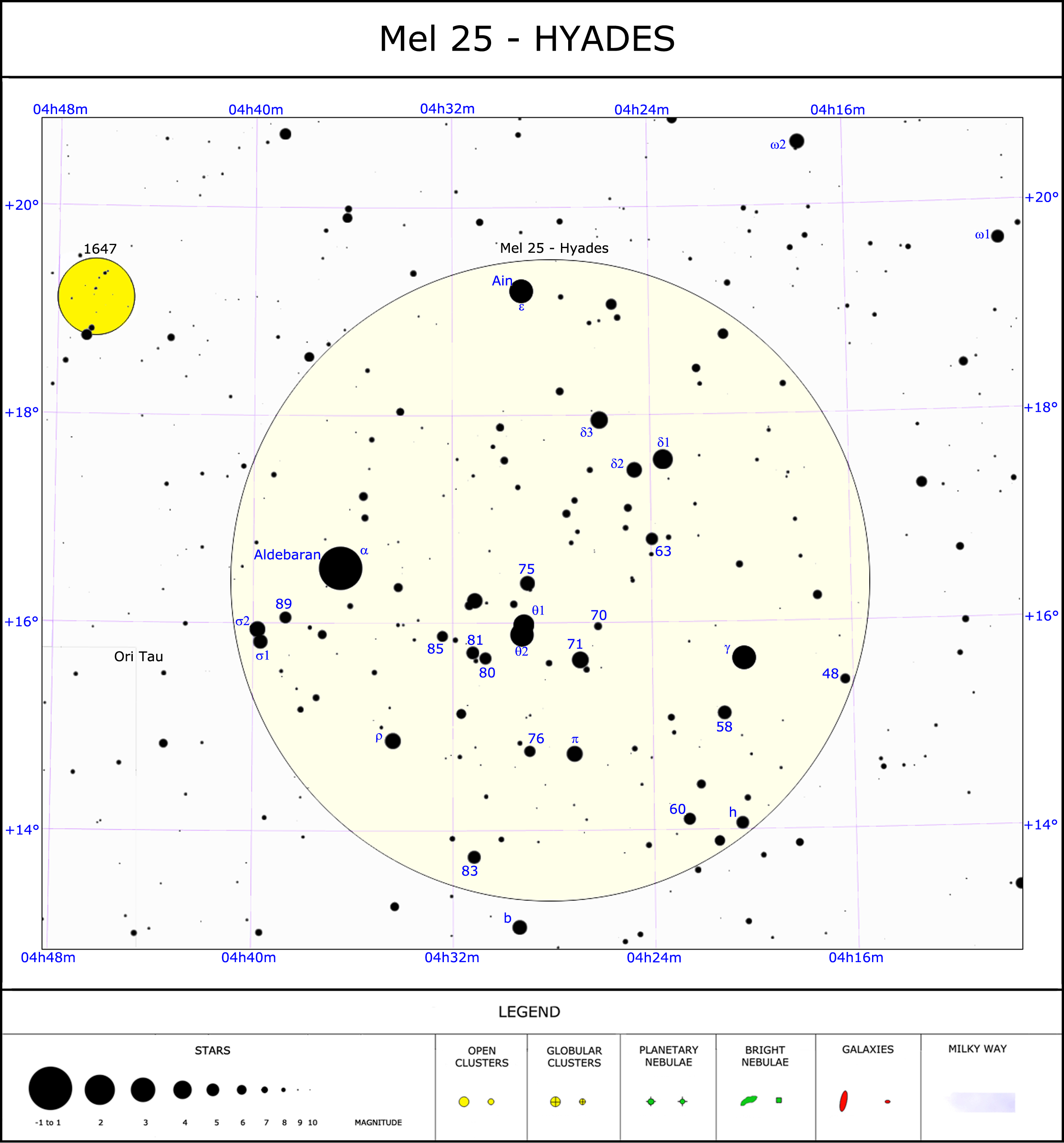
Carta estel·lar del cúmul de les Hyades
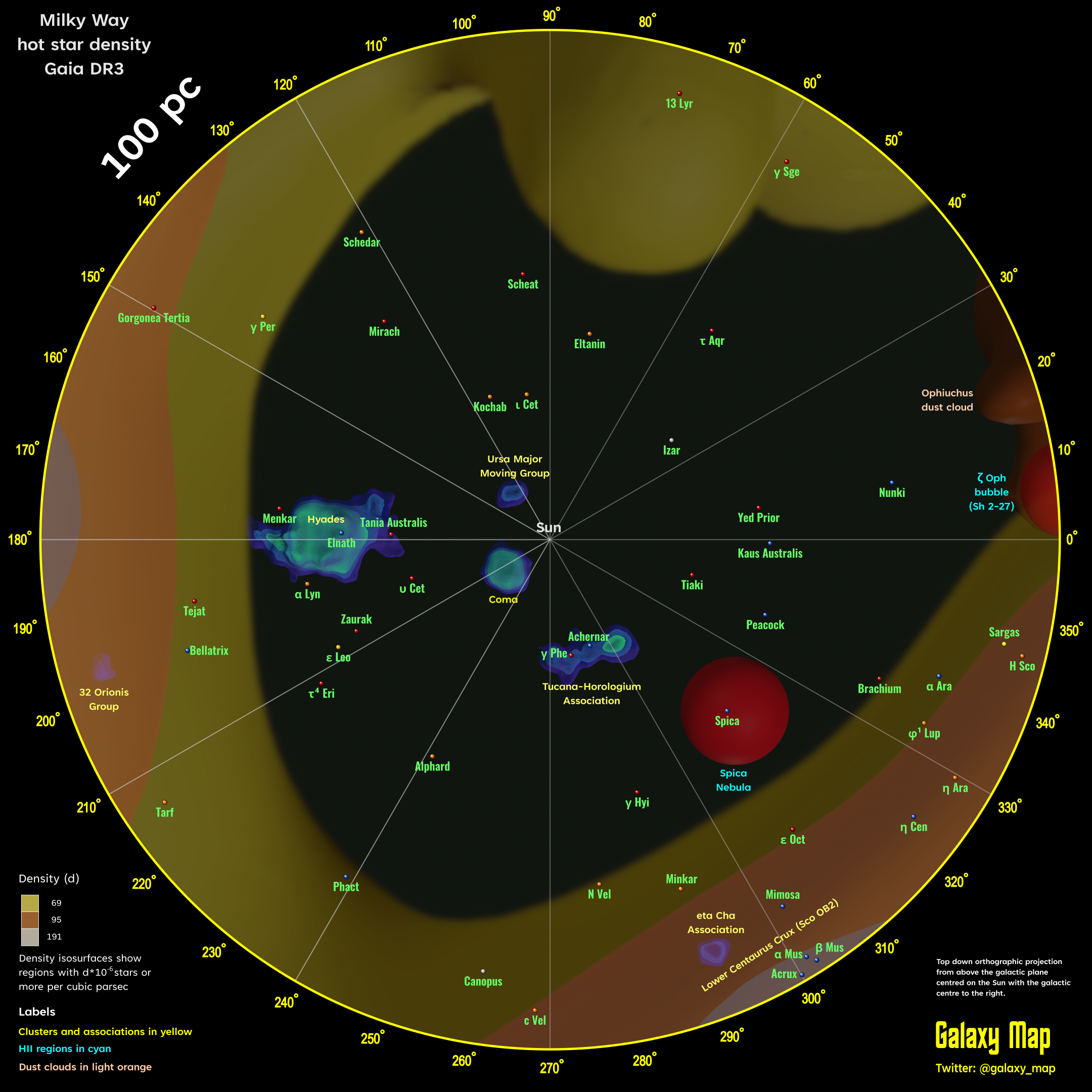
Mapa d'estrelles dins de 100 parsecs del Sol, les Híades es troben a 180°de longitud galàctica.

## Astrometria

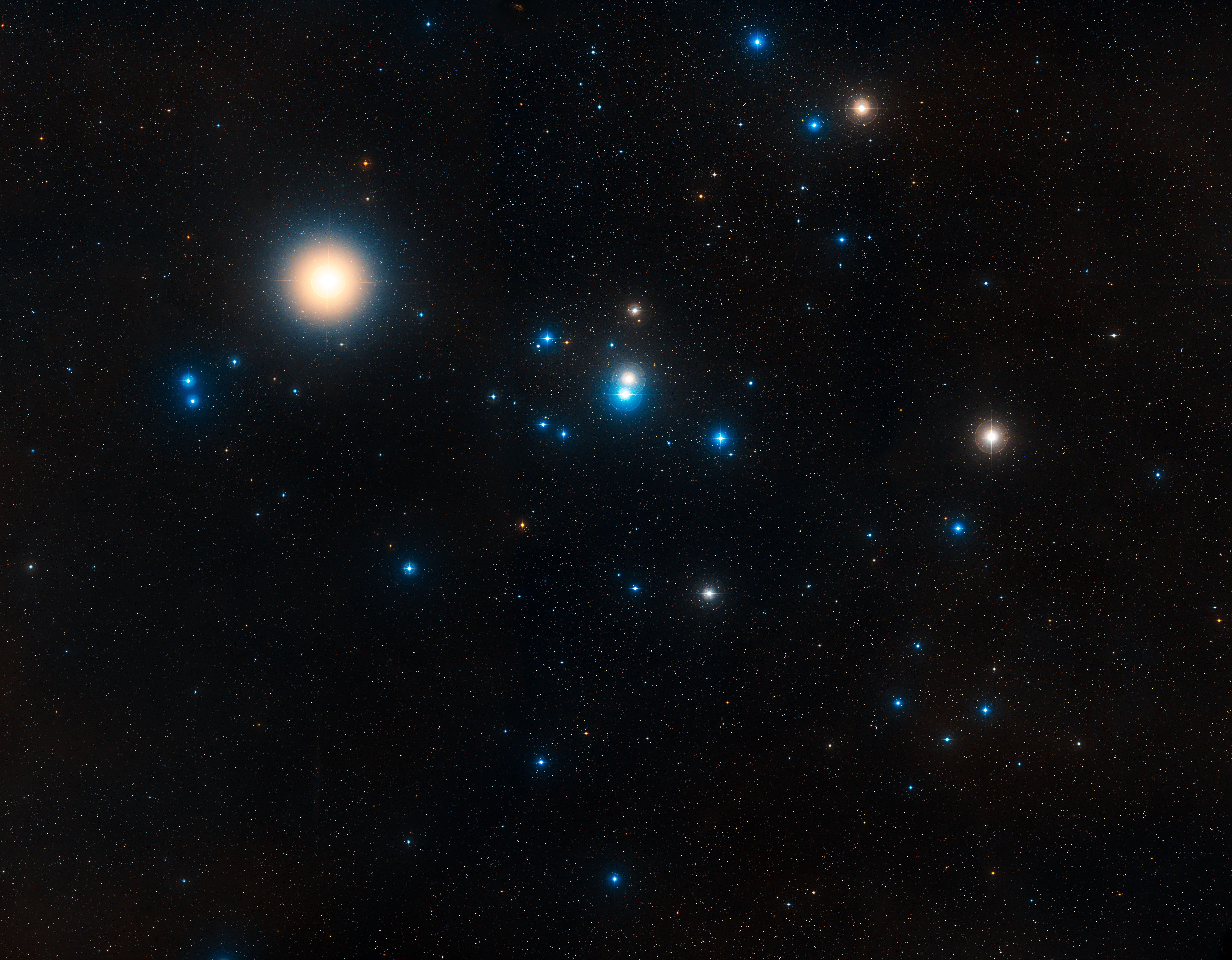
Cúmul de les Híades. Imatge obtinguda pel telescopi espacial Hubble.

Diferents estudis del Cúmul de les Híades realitzats a través l'Observatori Espacial Gaia, entre 2018 i 2022, han determinat una velocitat de grup U, V, W de -42,11±6,50, -19,09±4,37, -1,32±0,44 km/s, tot basant-se en les velocitats del nucli de 138 estrelles.
L'estudi de Gaia del 2019 es va centrar a identificar la topologia del cos principal de les Híades fins a 30 parsecs de distància. Es van identificar 1764 estrelles candidates, incloses 10 nanes marrons i 17 nanes blanques, 8 de les quals conformaven sistemes binaris.

## Història
Les Híades, juntament amb el cúmul estel·lar de les Plèiades, formen l'anomenada Porta Daurada de l'Eclíptica.
En la mitologia grega, les Híades eren les cinc filles d'Atles i les germanastres de les Plèiades. Després de la mort del seu germà Hiant, les germanes es van transformar en un cúmul d'estrelles que es va associar al fenomen de la pluja.Atès que és visible a ull nu, el cúmul de les Híades es coneix des de la prehistòria. Per aquest motiu, és esmentat per nombrosos autors clàssics, com Homer, Hesíode o Ovidi. Al llibre 18è de la Ilíada apareixen les estrelles de les Híades juntament amb les Plèiades, l'Ossa Major i Orió a l'escut que el déu Hefest va fer per a Aquil·les.
El cúmul de les Híades va ser catalogat per primer cop per Giovanni Battista Hodierna, el 1654. Posteriorment, va aparèixer en molts atles estel·lars entre els segles XVII i XVIII. Tanmateix, Charles Messier no el va incloure al seu catàleg de 1781 d'objectes del cel profund. Per aquest motiu, no té una denominació Messier, a diferència d'altres cúmuls similars, com ara  M44 (Pessebre), M45 (Plèiades) o M67 (Cúmul de Cranc)
El 1869, l'astrònom Richard Proctor va observar que nombroses estrelles situades a gran distància de les Híades compartien un moviment similar a l'espai. L'any 1908, l'astrònom estatunidenc Lewis Boss, després de gairebé 25 anys d'observacions, donà suport a l'existència d'un grup d'estrelles que es movien conjuntament. Boss, l'anomenà Taurus Stream (ara conegut generalment com a Hyades Stream o Supercúmul de les Híades). Boss també publicà un gràfic que representava els moviments de les estrelles fins a un punt de convergència.
A la dècada de 1920 va estendre's la idea que les Híades compartien un origen comú amb el Cúmul del Pessebre. Va ser Rudolf Klein-Wassink qui assenyalà, el 1927, que els dos cúmuls estaven "probablement relacionats còsmicament". Durant gran part del segle xx, l'estudi científic de les Híades es va centrar a determinar-ne la distància, l'evolució i caracteritzar les estrelles que el componien.

## Morfologia i evolució
Totes les estrelles neixen en cúmuls estel·lars, però la majoria dels cúmuls desapareixen uns 50 milions d'anys després que conclogui la formació estel·lar. El terme astronòmic per a aquest procés és anomenat «evaporació». Només els cúmuls extremadament massius que orbiten lluny del Centre Galàctic poden evaporar-se en períodes més prolongats. Sent un d'aquests supervivents, és molt probable que el Cúmul de les Híades contingués un nombre d'estrelles molt superior en la seva infantesa. Així, les estimacions de la massa original del cúmul oscil·len entre 800 i 1.600 vegades la massa del Sol (M☉).

### Població estel·lar
La teoria prediu que un cúmul jove d'aquesta mida hauria de donar a llum estrelles i objectes estel·lars de tots els tipus espectrals, des d'estrelles tipus O enormes i calentes, fins a nanes marrons tènues. Tanmateix, al cúmul, no hi apareixen aquest dos tipus d'estrelles extremes. Tenint en compte que l'edat del cúmul és d'uns 625 milions d'anys i la seqüència principal del clúster és d'unes 2,3 M☉ (massa solar), s'estima que les estrelles més pesants haurien evolucionat cap a subgegants, gegants o nanes blanques, mentre que les menys massives encara continuarien fusionant hidrogen.
Diversos estudis han revelat un total de 8 nanes blanques al nucli del cúmul, corresponents a l'etapa evolutiva final de la població d'estrelles de tipus B (massa 3,0 M☉). L'etapa evolutiva anterior està representada per les quatre gegants vermelles del cúmul. El seu tipus espectral actual és K0 III, però totes són en realitat estrelles tipus A «retirades», amb una massa de 2.5 M☉.
Theta 2 Tauri és una estrella geganta de tipus A7 III que conforma un sistema binari amb una companya menys massiva de tipus espectral A. Aquest sistema binari s'associa visualment amb Theta 1 Tauri, una de les quatre gegants vermelles, que també té un company binari de tipus A.
La resta d'estels confirmats del cúmul inclou nombroses estrelles brillants del tipus espectral A (almenys, 21), del tipus F (unes 60) i del tipus G (unes 50). Totes aquestes estrelles es concentren densament en un radi de 10 parsecs al voltant del centre del cúmul. Per comparació, en un radi de 10 parsecs al voltant del sistema solar només s'hi troben 4 estrelles del tipus A, 6 del tipus F i 21 del tipus G.
El nombre d'estrelles de menor massa de les Híades (tipus espectrals K i M) segueix sent encara poc conegut, malgrat la proximitat i el gran nombre d'observacions. S'han confirmat no menys de 48 nanes tipus K, juntament amb una dotzena de nanes roges dels tipus espectrals M0-M2. Aquesta escassetat en el rang inferior de masses estel·lars contrasta fortament amb la distribució d'estrelles dins del radi de 10 parsecs del sistema solar, on s'han detectat almenys 239 nanes roges (el 76% del total d'estrelles veïnes del Sol).
Altres investigacions més recents han descobert un nombre superior d'estels poc massius a les Híades, gràcies a l'increment de cerques més específiques i a una millora en la detecció del moviment propi. Així, uns 35 estels tipus L i 15 nanes marrons de tipus T són membres de les Híades o potencials candidats. Altrament, la Missió Gaia DR2 va permetre la identificació de 710 estels pertanyents al cúmul dins d'un radi de 30 parsecs, incloent-hi 23 candidats amb masses estimades entre 60 i 80 MJ (massa de Júpiter).

### Dispersió de massa
La distribució observada dels tipus estel·lars a l'interior del cúmul de les Híades mostra un procés de dispersió de massa. Amb l'excepció de les nanes blanques, en un radi de 2 parsecs només hi apareixen sistemes estel·lars d'aproximadament 1 M☉. Aquesta minsa concentració d'estrelles pesants dona a les Híades la seva estructura general, amb un nucli de sistemes brillants molt compactes i un halo exterior format per estrelles més separades, en el qual són habituals estrelles de tipus espectrals superiors.
El radi del nucli és de 2,7 parsecs (8,8 anys llum), mentre que el radi de la massa mitjana (que conté la meitat de la massa del cúmul) és de 5,7 parsecs (19 anys llum). El radi de marea de 10 parsecs (33 anys llum) representa el límit exterior mitjà de les Híades. Més enllà, és poc probable que una estrella romangui lligada gravitacionalment al cúmul.
El procés d'«evaporació estel·lar» es produeix a l'halo del cúmul a mesura que les estrelles més petites es dispersen cap a l'exterior. Aquestes estrelles situades a l'halo poden acabar desapareixent a causa de les marees exercides pel nucli galàctic o per col·lisions amb núvols d'hidrogen a la deriva. Atès aquest procés, és probable que el Cúmul de les Híades perdés gran part de la població original de nanes roges i un nombre important d'estrelles més brillants.

### Sistemes binaris
Un altre efecte de la dispersió de massa és la concentració de sistemes binaris al nucli del clúster. Més de la meitat de les estrelles F i G conegudes són sistemes binaris i es troben preferentment dins d'aquesta regió central. Igual que passa al voltant del sistema solar, el nombre de sistemes binaris s'incrementa amb l'augment de la massa estel·lar. La proporció de sistemes binaris a les Híades pels estels tipus K és del 26%, i del 87% pels estels tipus A. Als sistemes binaris de les Híades, els estels solen estar separats per poca distància, amb òrbites on els semieixos majors són d'unes 50 unitats astronòmiques. Tot i que la ràtio exacta entre sistemes individuals i múltiples del clúster segueix sent incerta, aquesta proporció té implicacions considerables per comprendre'n la distribució general. Per exemple, l'astrònom Michael Perryman i el seu equip han estimat un total de 200 estels individuals amb alta probabilitat. Ara bé, si la proporció de sistemes binaris és del 50%, la població total d'estels individuals del cúmul no seria inferior a 300.

### Evolució futura
Els estudis indiquen que el 90% dels cúmuls oberts desapareixen mil milions d'anys després de la seva formació, i que només una petita fracció sobreviu a l'edat actual del sistema solar (uns 4.600 milions d'anys).
Durant els pròxims centenars de milions d'anys, el cúmul de les  Híades continuarà perdent massa i població estel·lar, a mesura que les estrelles més brillants evolucionin fora de la seqüència principal i les més tènues acabin fora de l'halo del cúmul. Al capdavall, el cúmul es podria acabar reduint a una dotzena de sistemes estel·lars, la majoria binaris o múltiples, que romandrien sent vulnerables a les forces dissipatives.

## Les estrelles més brillants

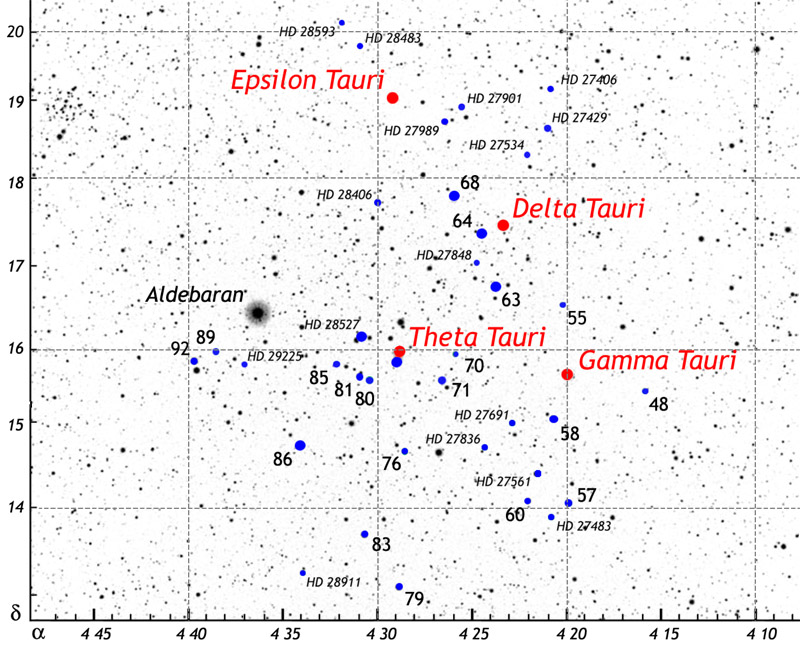
Estrelles brillants al nucli del cúmul de les Hyades

Llista d'estrelles del cúmul de Híades que són de quarta magnitud o més brillants.
| Designació    | HD    | Magnitud aparent | Classificació estel·lar |
| ------------- | ----- | ---------------- | ----------------------- |
| Theta 2 Tauri | 28319 | 3.398            | A7III                   |
| Epsilon Tauri | 28305 | 3.529            | K0III                   |
| Gamma Tauri   | 27371 | 3.642            | G8III                   |
| Delta 1 Tauri | 27697 | 3.753            | G8III                   |
| Theta 1 Tauri | 28307 | 3.836            | G7III                   |
| Kappa Tauri   | 27934 | 4.201            | A7IV-V                  |
| 90 Tauri      | 29388 | 4.262            | A6V                     |
| Upsilon Tauri | 28024 | 4.282            | A8Vn                    |
| Delta 2 Tauri | 27962 | 4.298            | A2IV                    |
| 71 Tauri      | 28052 | 4.480            | F0V                     |

## Exoplanetes
S'han trobat quatre estrelles de les Híades que allotgen potencials exoplanetes.
- Èpsilon Tauri té un planeta superjovià, que va ser el primer  que es va descobrir en un cúmul obert.
- HD 285507 té un Júpiter calent,
- K2-25 té un planeta de la mida de Neptú
- K2-136 té un sistema de tres planetes.
- HD 283869 també pot albergar un planeta, però no ha confirmat perquè només s'ha detectat un possible trànsit.